# 百乐花园站
百乐花园站位於雪兰莪州八打灵再也百乐花园，是巴生谷格拉那再也线的其中一个高架轻快铁车站，主要服务八打灵再也14、20、21、22和SS1区一带的居民。

## 车站历史与结构

百乐花园站台

百乐花园站于1998年6月1日作为布特拉轻快铁（PUTRA，现格拉那再也线）第一阶段线路运营，运营站点由中央艺术坊站至格拉那再也站共计10个。车站主入口位于21/1路，备有提供停车换乘服务的停车场。

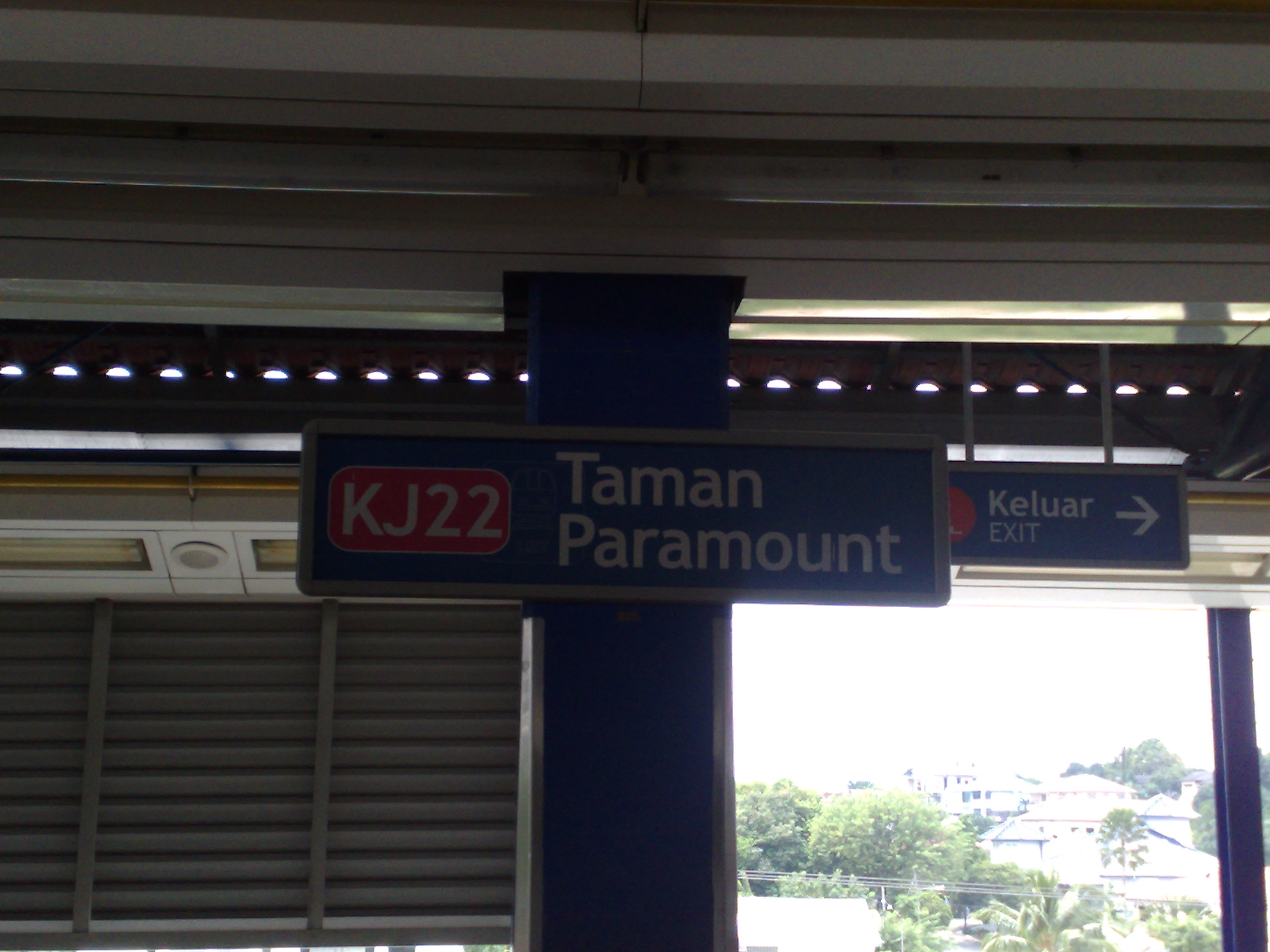
百乐花园站牌

车站大厅位于地面层，并设有连接设施通往站台。验票闸门、自动售票机、服务柜台、巴士站、计程车站皆位于此楼。

## 车站结构

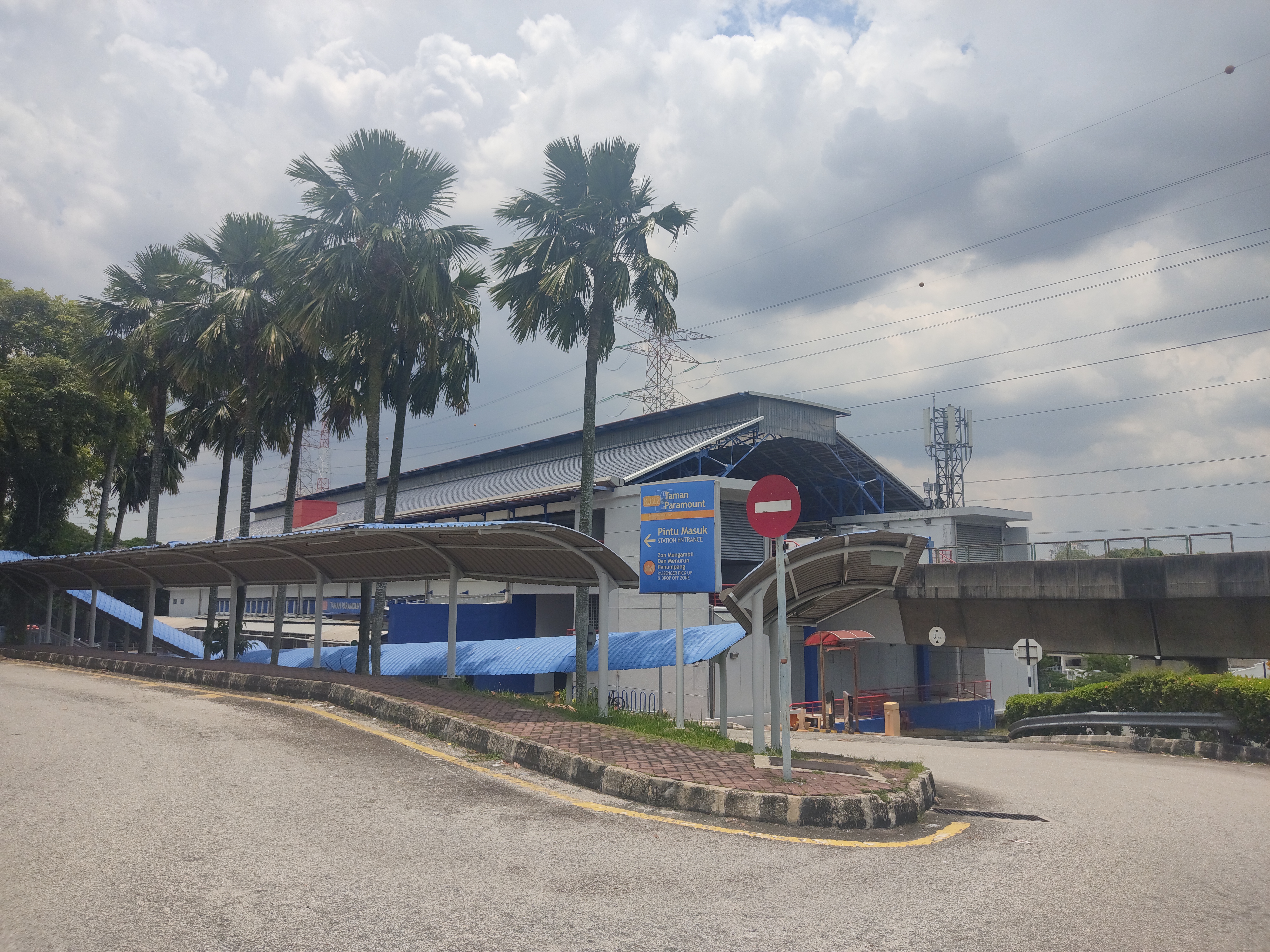
百乐花园站外观

本站只有二层楼高，站台的顶棚以马来甘榜高脚屋作为其建筑设计。
| 一楼 | 侧式站台，左邊的車門將會開啟 | 侧式站台，左邊的車門將會開啟                       |
| 一楼 | 1号站台:                     | 5 格拉那再也线 5往 KJ1 鹅唛 (→)                    |
| 一楼 | 2号站台:                     | 5 格拉那再也线 5往 KJ37 布特拉高原 (←)             |
| 一楼 | 侧式站台，左邊的車門將會開啟 |                                                    |
| 地面 | 车站大厅和街道               | 验票闸门、自动售票机、车站控制台、巴士站、计程车站 |

## 巴士服务
本站也是吉隆坡快捷通巴士在八打灵再也的巴士停靠处之一。本站也设有巴士站，以下为停靠于此站的巴士服务。
- T785 ：百乐花园站－双溪威[5]

## 服务时间
以下营运时间以官方网站为准。
| 星期一至六            | 星期日及公假 | 星期一至六 | 星期日及公假 | 星期一至六 | 星期日及公假 |       |
| 格拉那再也线          |              |            |              |            |              |       |
| 从布特拉高原 往鹅唛站 | 06:00        | 06:00      | 23:50        | 23:10      | 23:56        | 23:27 |
| 从鹅唛 往布特拉高原站 | 06:00        | 06:00      | 23:50        | 23:10      | 00:23        | 00:04 |